# 橋上村
橋上村（はしがみむら）は高知県幡多郡にあった村。現在の宿毛市橋上町各町にあたる。

## 地理
- 山岳：キガル山、八が森、郷木山、大黒山
- 河川：松田川

## 歴史
- 1889年（明治22年）4月1日 - 町村制の施行により、平野村・野地村・奥奈路村・神有村・坂本村・京法村・還住藪村・出井村・楠山村の区域をもって発足。
- 1954年（昭和29年）3月31日 - 宿毛町・小筑紫町・平田村・山奈村・沖ノ島村と合併して宿毛市が発足。同日橋上村廃止。
- 1959年（昭和34年）- 旧橋上村の各町のうち、橋上町野地が橋上町橋上と改称。